# Plan-séquence
Au cinéma, un plan-séquence est un plan qui consiste en une prise de vues unique se déroulant en plusieurs endroits d'un même lieu ou successivement en plusieurs lieux reliés l'un à l'autre. Cette dimension d'ubiquité fait que le plan-séquence comprend forcément de nombreux mouvements de caméra, panoramiques et travellings (sinon, il s'agit d'un plan long situé dans un même décor, voir ci-dessous).
Son utilisation la plus fréquente consiste à suivre un personnage pendant le temps de son déplacement au travers d'un décor ou plusieurs décors. « Le refus de morceler l'événement, d'analyser dans le temps l'aire dramatique est une opération positive dont l'effet est supérieur à celui qu'aurait pu produire le découpage classique.../... [Il] suppose le respect de la continuité de l'espace dramatique et naturellement de sa durée. » Le plan-séquence peut être introduit tel quel dans le film, sans être morcelé par le montage et sans être mélangé avec d'autres plans ; il reste techniquement un plan unique, d'où son nom. Cependant, un plan-séquence peut aussi devenir un master shot ; il est alors, au montage, entrecoupé d'autres plans dits de coupe, de grosseur différente, ou morcelé en plusieurs tronçons montés « cut ».
« Le plan-séquence est souvent confondu avec le plan long, un plan qui contient une scène complète dans un cadrage fixe, » comme dans le film de Chantal Akerman, Jeanne Dielman, 23, quai du commerce, 1080 Bruxelles, dans lequel la réalisatrice utilise ce genre de plans pour confiner encore plus le personnage principal dans son univers mental clos et répétitif.

## Durée
Un plan-séquence peut durer de quelques dizaines de secondes à plusieurs minutes, voire plusieurs heures comme dans le film Birdman, la limite technique (avant l'ère numérique) étant celle de la durée d'une bobine de 300 mètres au format 35 mm, soit moins de 12 minutes. Aujourd'hui, les différents supports numériques offrent cependant beaucoup plus de possibilités puisque certaines caméras peuvent tourner plus de deux heures sans arrêt. « L’utilisation dramatique du plan-séquence est magistralement illustrée dès 1930 dans M le maudit, de Fritz Lang, où l’on voit les activités interlopes auxquelles se livrent les membres de la pègre au siège de leur amicale ou syndicat. La caméra, étonnamment véloce pour l'époque et curieuse, aligne l’un derrière l’autre deux plans-séquences, l’un d’une minute quarante et l’autre de quarante secondes. »

## Maîtrise
Pour La Corde (1948), Alfred Hitchcock décide de donner l'impression que le film dure le temps de l'action — c'est pourquoi le décor est ouvert sur une « découverte » du ciel dont le passage du jour au soir et à la nuit va marquer l'écoulement du temps — et envisage de tourner le film en un seul plan-séquence, mais il sait que cela est impossible à l'époque, les magasins des caméras disponibles ne pouvant pas contenir plus de 1 000 pieds (approximativement 300 mètres) de pellicule 35 mm. De ce fait, le film doit être morcelé en plusieurs segments de 10 minutes au plus. Pour masquer le passage d'un segment à un autre, chaque plan tourné prend fin sur un objet, par exemple, un travelling avant sur le dos d'un personnage. Le plan suivant repart dans un même travelling sur le même dos, le raccord est permis par le fond neutre. Ce peut être aussi le passage de la caméra derrière un obstacle du décor (colonne, cloison). La totalité du film ne consiste donc pas en un plan-séquence, mais en une suite de onze plans différents qui s'enchaînent en produisant peu ou prou l'impression d'être un seul plan.
Le plan-séquence est souvent difficile à maîtriser, notamment à cause des mouvements de caméra qui accompagnent ce type de plan, car il faut surveiller de près le champ de la caméra et ses variations (moments précis où les acteurs entrent et sortent du champ, nécessité de ne pas voir les accessoires du tournage tels les micros et projecteur). D'où l'obligation de le répéter plus que toute autre prise de vues, pour que tous les intervenants (acteurs et techniciens) s'accordent dans leur jeu. L'apparition du steadicam dans les années 1970 a facilité l'enregistrement des plans-séquences, l'opérateur steadicam pouvant contrôler et modifier plus facilement le déplacement de la caméra. En revanche, pour le plan-séquence de plus de 12 minutes qui ouvre le film de Brian de Palma Snake Eyes, « on peut estimer à sept ou huit le nombre de plans composant ce fameux et faux plan-séquence. Il faut y regarder de plus près et voir plusieurs fois cette séquence photogramme par photogramme pour en apercevoir les coutures. Mais l’illusion est parfaite, c’est du vrai cinéma ! »
À cause de sa difficulté et en conséquence de son manque de productivité, le plan-séquence était rarement utilisé à la télévision. Une des rares exceptions fut l'épisode Triangle de la série X-Files (saison 6, épisode 3), réalisé (et écrit) par le créateur de la série Chris Carter : les 44 minutes de l'épisode sont filmées en 4 plans-séquences de 11 minutes chacun enchaîné. Carter cite d'ailleurs La Corde comme référence. Autre exemple : l'épisode Who goes there (saison 1, épisode 4) de la série True Detective, dont le final est un plan-séquence de 6 minutes. Depuis la généralisation des tournages caméra à l'épaule (ou au steadicam), le plan-séquence est désormais utilisé abondamment en télévision, non pas en tant qu'effet de style, mais pour gagner du temps de tournage en bénéficiant d'une mise en place plus rapide (et parfois très improvisée) du jeu des comédiens. En 2025, chaque épisode de la série Adolescence est constitué d'un seul et unique plan-séquence.

## Plans-séquences célèbres ou remarquables

### Télévision
- Daredevil : on peut y voir dans la saison 1, épisode 2, un plan-séquence long de 3 minutes où le personnage (Daredevil) se bat contre une douzaine de voyous[7]. Cette technique est réitérée dans la saison 2 épisode 3, durant 4 minutes, ainsi que dans l'épisode 4 de la saison 3.
- Better Call Saul : le pré-générique de l'épisode Fifi (saison 2, épisode 8) est une scène de 4 min 20 s, sans interruption, montrant le passage d'un camion frigorifique, utilisé par les trafiquants pour faire passer de la drogue, à la frontière américano-mexicaine et son inspection par les douaniers. Il s'agit cependant de deux plans-séquences qui ont été fusionnés en postproduction[8],[9].
- My Country: The New Age : la première scène de bataille de l'épisode 3 comporte un plan-séquence de 2 minutes 12[10].
- Adolescence : chacun des quatre épisodes de cette mini-série britannique est tourné en un plan-séquence unique, qui dure donc de 51 à 65 minutes[6].

## Réalisateurs adeptes du plan-séquence
- Chantal Akerman[11]
- Robert Altman[12]
- Paul Thomas Anderson[12],[13]
- Theo Angelopoulos
- Michelangelo Antonioni[12]
- Dario Argento
- Damien Chazelle[14]
- Gérard Courant
- Alfonso Cuarón[12]
- Frères Dardenne[12]
- Brian De Palma[12]
- Carl Theodor Dreyer[15]
- Bruno Dumont[16]
- Quentin Dupieux
- John Farrow
- Richard Fleischer
- Romain Gavras[17]
- Amos Gitaï
- Michel Gondry
- Michael Haneke[18]
- Alfred Hitchcock
- Hou Hsiao-hsien[19]
- Alejandro González Iñárritu
- Miklós Jancsó[20]
- Jim Jarmusch
- Jia Zhangke[21]
- Mikhaïl Kalatozov[12]
- Mathieu Kassovitz
- Abbas Kiarostami
- Stanley Kubrick
- Kiyoshi Kurosawa
- Joachim Lafosse
- Sergio Leone
- Steve McQueen
- Kenji Mizoguchi
- Cristian Mungiu
- Mike Nichols
- Gaspar Noé
- Max Ophüls[22]
- Max Pécas
- Otto Preminger[23]
- Jean Renoir[24]
- Jacques Rivette[25]
- Gus Van Sant
- Martin Scorsese[12],[26]
- M. Night Shyamalan
- Jerzy Skolimowski
- Alexandre Sokourov[27]
- Quentin Tarantino[28]
- Andreï Tarkovski[29]
- Béla Tarr[30]
- Rob Tregenza (en)[31]
- Tsai Ming-liang[32]
- Miguel Ángel Vivas
- Apichatpong Weerasethakul[33]
- Orson Welles[12]
- Joe Wright[12]
- David Yates

## Vidéo-clips
Le plan-séquence a également été beaucoup utilisé dans l'univers du vidéo-clip. L'intérêt (et le défi) est alors de pouvoir tourner l'intégralité du clip en un seul plan. 
Citons par exemple les clips réalisés par Michel Gondry, notamment pour Kylie Minogue (Come Into my World), Lucas (Lucas With the Lid Off), Massive Attack (Protection et Unfinished Sympathy) ou encore Cibo Matto (Sugar Water). De même, le clip Wannabe des Spice Girls en 1996, Feist (1 2 3 4), ou Fresh des Daft Punk. Paul Thomas Anderson utilise aussi le plan-séquence pour le clip Try interprété par Michael Penn. Les clips du groupe OK Go sont tournés en plan-séquence. Le clip de Bruno Mars, The Lazy Song, est aussi un plan-séquence. 
Plus récemment on peut aussi citer 15h02 Regarde comme il fait beau dehors, ainsi que Inachevés, des Casseurs Flowters ou bien Me Gusta du groupe DTF. Bien entendu, les effets spéciaux numériques viennent au secours de l'imagination des réalisateurs en permettant de relier en douceur des plans séparés. 
Le plan-séquence est également utilisé dans la K-pop, comme le clip de Growl du groupe EXO ou celui de 1, 2, 3! du chanteur Seungri. 